# 28724 Stott
28724 Stott è un asteroide della fascia principale. Scoperto nel 2000, presenta un'orbita caratterizzata da un semiasse maggiore pari a 2,2005578 au e da un'eccentricità di 0,1448374, inclinata di 4,66854° rispetto all'eclittica.